# Cabangan
Cabangan là một đô thị hạng 4 ở tỉnh Zambales, Philippines. Theo điều tra dân số năm 2000, đô thị này có dân số 18.848 người trong 4.032 hộ.

## Các đơn vị hành chính
Cabangan được chia thành 23 barangay.
| - Anonang - Apo-apo - Arew - Banuambayo (Pob.) - Cadmang-Reserva - Camiling (Camiing) - Casabaan - Del Carmen (Pob.) - Dolores (Pob.) - Felmida-Diaz - Laoag | - Lomboy - Longos - Mabanglit - New San Juan - San Antonio - San Isidro - San Miguel - San Juan (Pob.) - San Rafael - Santa Rita - Santo Niño - Tondo |